# الخطوط التونسية

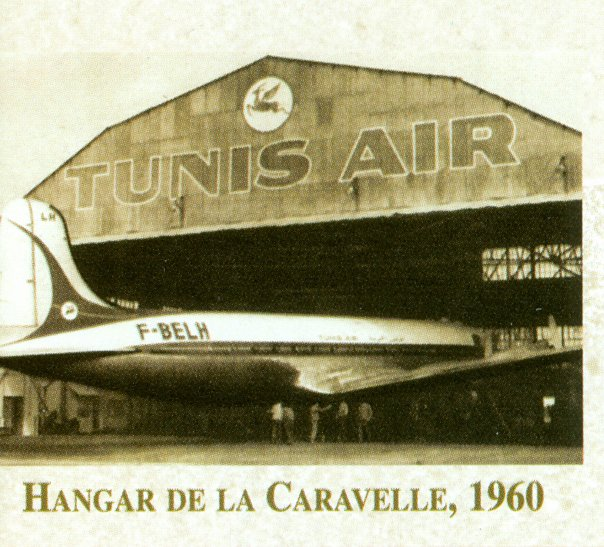
مستودع طائرة سود أفياسيون كارافيل سنة 1960.

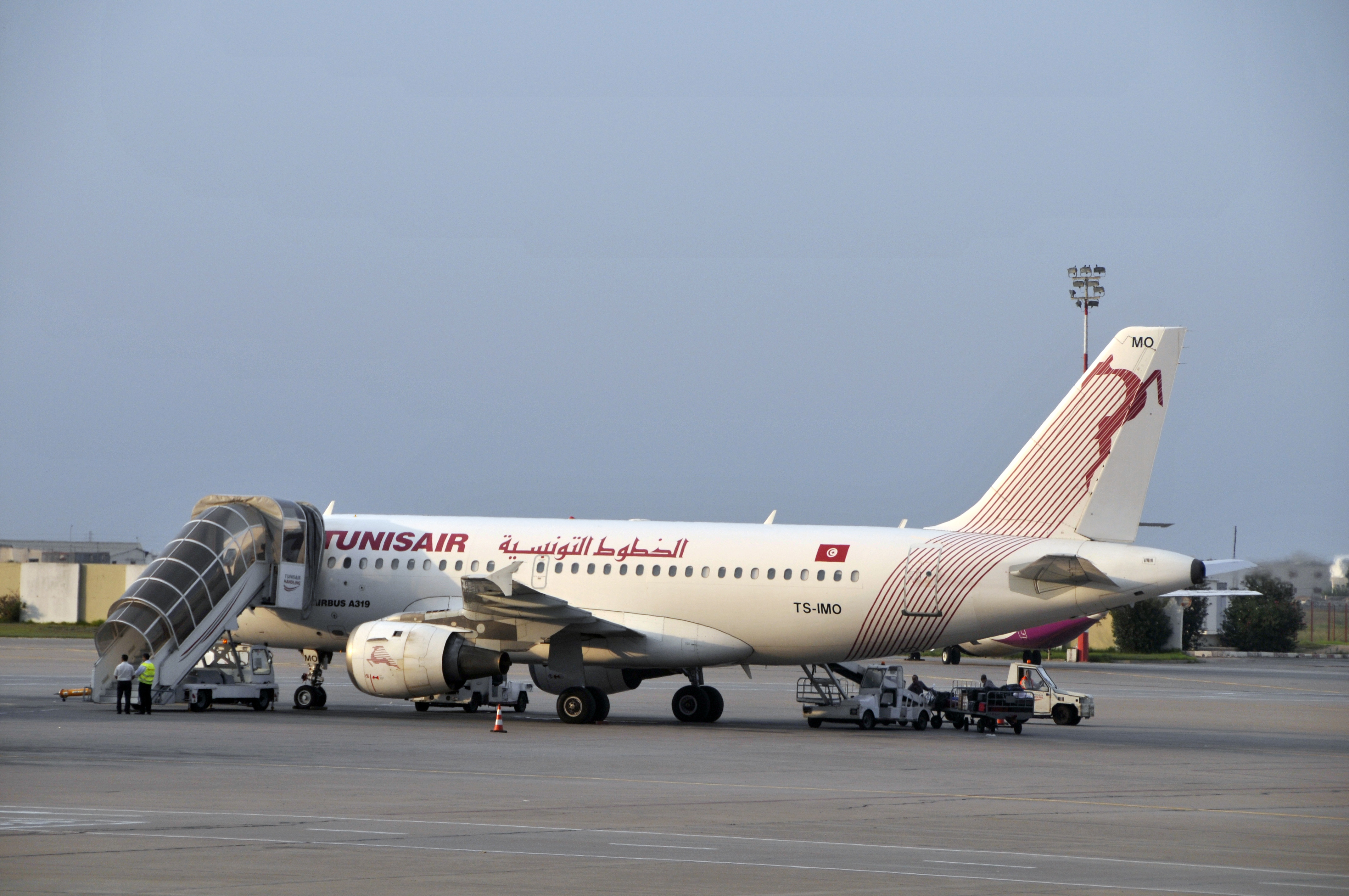
طائرة إيرباص إيه 319 (حنبعل) بمدرج مطار تونس قرطاج الدولي.

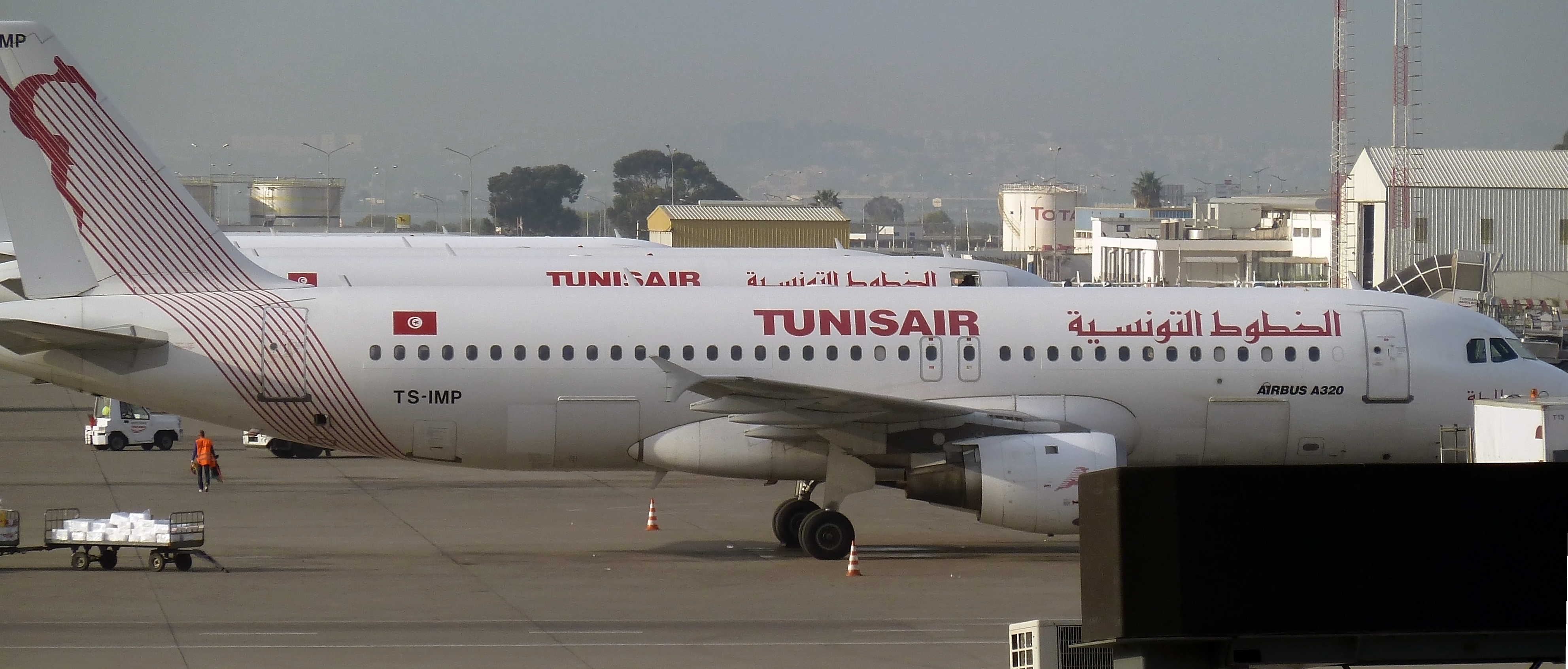
طائرة إيرباص إيه 320 بمدرج مطار تونس قرطاج الدولي.

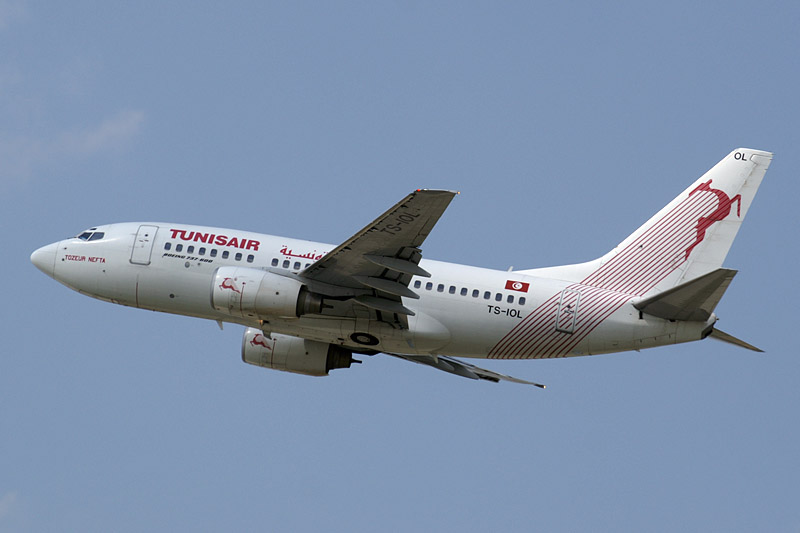
طائرة بوينغ 737-600 (توزر نفطة).

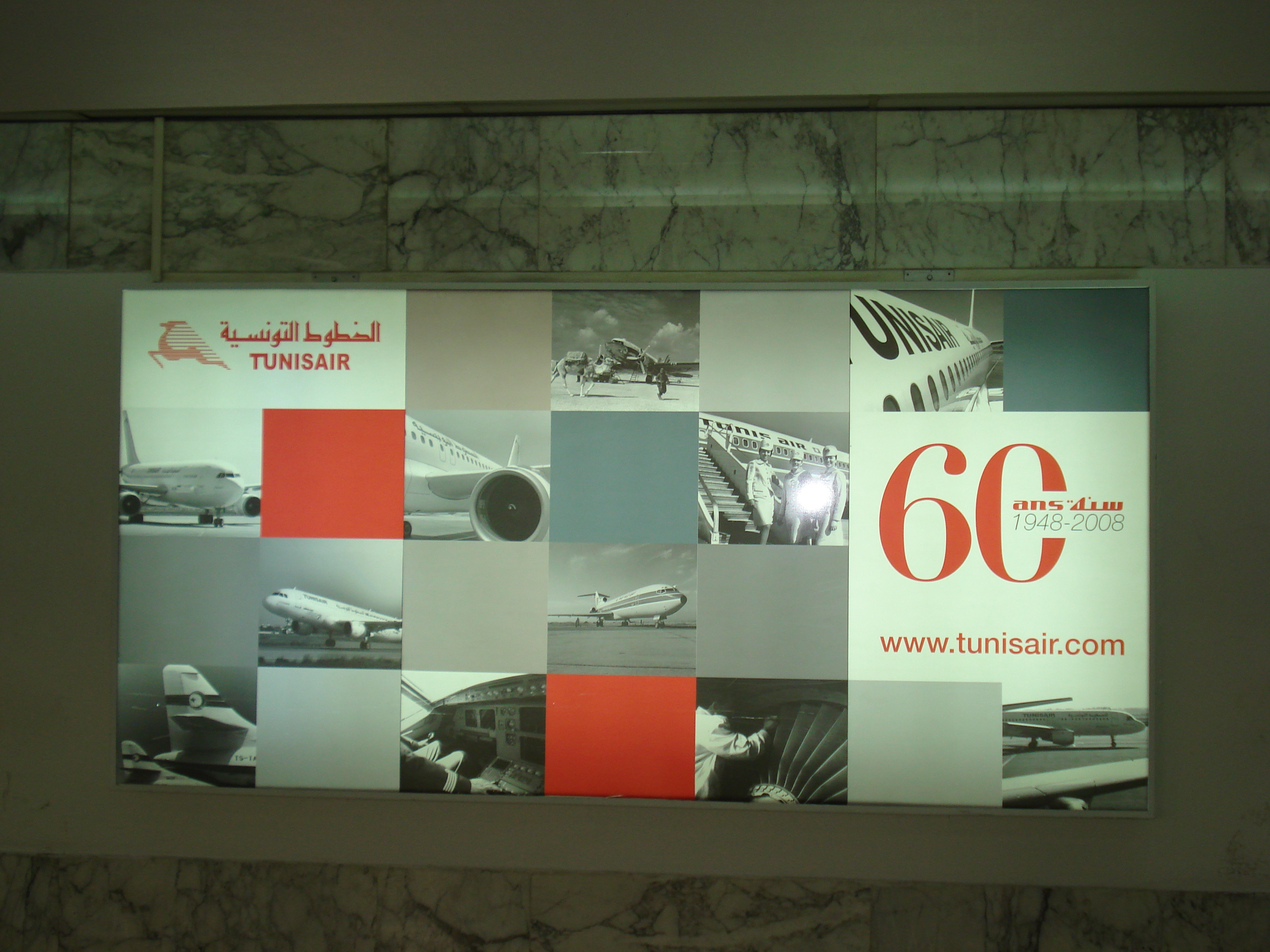
لافتة إشهارية بمطار تونس قرطاج الدولي تظهر 60 سنة (1948 - 2008) من مسيرة الخطوط التونسية.

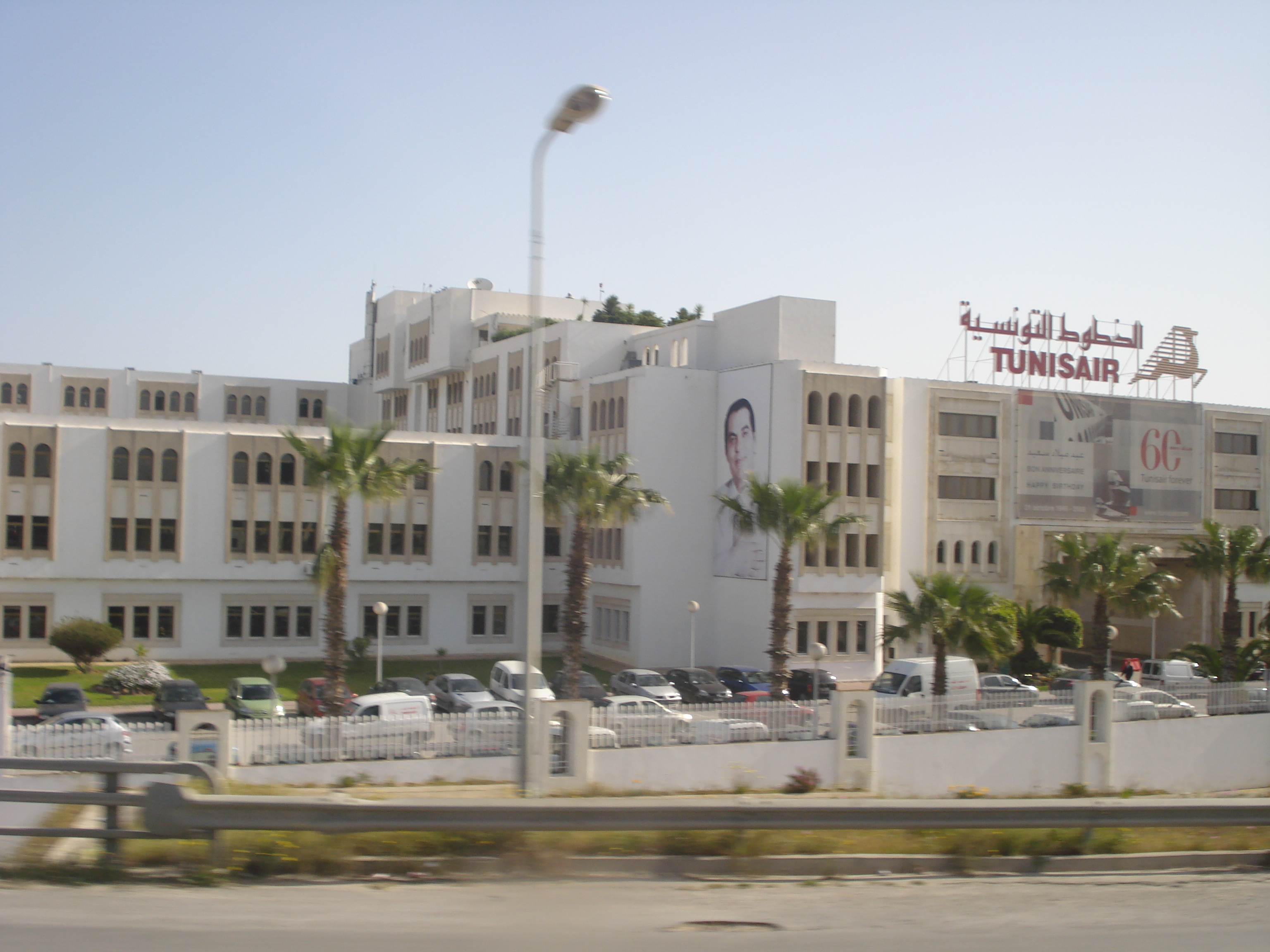
المقر الإجتماعي للخطوط التونسية في 2009.

الخطوط التونسية وقبل 1990 كان اسمها الخطوط الجوية التونسية (بالفرنسية: Tunisair)‏ (رمز إياتا : TU، رمز إيكاو: TAR) هي شركة الخطوط الجوية الوطنية التونسية، تتخذ من مطار تونس قرطاج الدولي مركزا لعمالياتها، أحدثت في 21 أكتوبر 1948.

وصل العدد الإجمالي للمسافرين الذين نقلتهم الشركة، عام 1998، وهو سنة خمسينيتها، 60 مليون مسافر. تغيّر في عام 1990 اسمها من الخطوط الجوية التونسية إلى الخطوط التونسية. حملت الشركة، عام 2004، 3.924.577 مسافرا، وهو رقمها القياسي.

## تاريخ
ويُمثل تاريخ التأسيس موعد صدور أول أمر يتعلق بالمصادقة على الأنظمة الأساسية للشركة وذلك برأس مال قدره 60 مليون فرنك فرنسي ساهم فيه كل من الحكومة التونسية وشركة الخطوط الفرنسية. وقد كان مقر الشركة  في 1 نهج أثينا بتونس العاصمة.
ولم تشر الصحافة الصادرة آنذاك إلى خبر ميلاد الخطوط التونسية إلا بعد عدة أشهر. ويعود تاريخ إنشاء الخطوط التونسية بالنسبة للصحف إلى يوم 7 ديسمبر 1948 تاريخ الاجتماع التأسيسي بدار الباي الذي تمت خلاله تسمية السيد بوماي مديرا عاما للخطوط الجوية التونسية.
وفي فيفري 1949 تم تعيين مواطنين تونسيين بمجلس إدارة الخطوط التونسية هما الحبيب الجلولي وعبد العزيز بن خليل. كما تم، في نفس السنة، انتداب أول تونسي في شخص حمادي الزيادي.
وقد انطلق نشاط الخطوط التونسية في أفريل 1949 باستغلال 4 طائرات من نوع داكوتا دي سي 3، تم شراؤها من الجيش الأمريكي بمبلغ 56.5 مليون فرنك، رسمت عليها ’’غزالة ذات جناحين’’ تُمثل شعار الخطوط  التونسية ثم قامت الشركة باقتناء طائرتين من نوع دي سي 4 الأولى سنة 1954 والثانية سنة 1956 مكّنتها من فتح خط جوي مباشر يربط بين تونس وباريس بعد أن كانت الشركة تؤمن رحلات غير مباشرة داخلية بين تونس وقابس وصفاقس وجربة وإقليمية نحو الجزائر وطرابلس ونيس ومرسيليا وأجاكسيو وبستيا وروما.
كما تخطت الخطوط التونسية في سنة 1956 لأول مرة عتبة 100 ألف مسافر.

## إحصائيات
عام 2013، أصبحت الشركة تشغل 3711، أي ما يعادل 116 شخص لكل طائرة.

## التحالفات
في عام 1999، كانت الخطوط التونسية مرشحة للدخول في سكاي تيم، ثاني تحالف في السوق الجوية، والذي يتضمن الخطوط الجوية الفرنسية-الخطوط الجوية الملكية الهولندية وخطوط دلتا الجوية. وأخيرا قررت الشركة التونسية نتيجة بعض الاضطرابات الانضمام إلي تحالف أرابيسك. الخطوط التونسية عضو منذ نوفمبر 2006 في تحالف أرابيسك وهو تحالف شركات الطيران العربي يتكون من تسع شركات طيران وطنية.

## الأسطول
تملك الخطوط التونسية أسطول مكون من 30 طائرة، بعمر متوسط يقدر ب14 سنة، في مارس 2015. سحبت الشركة من سنة 2012 ثمانية طائرات من أسطولها، وذلك في إطار عملية التجديد التي أطلقتها الشركة في 2008، بسحب عدة طائرات وشراء أخرى جديدة.
| نوع الطائرة            | اسم الطائرة    | المقاعد                                                   | تاريخ التسليم  | الترقيم |
| ---------------------- | -------------- | --------------------------------------------------------- | -------------- | ------- |
| بوينغ 737-600          | القيروان       | درجة اقتصادية 126 مقعد                                    | 25 مايو 1999   | TS-IOK  |
| بوينغ 737-600          | توزر نفطة      | درجة اقتصادية 126 مقعد                                    | 28 مايو 1999   | TS-IOL  |
| بوينغ 737-600          | قرطاج          | درجة اقتصادية 126 مقعد                                    | 9 يوليو 1999   | TS-IOM  |
| بوينغ 737-600          | أوتيكا         | درجة اقتصادية 126 مقعد                                    | 21 أبريل 2000  | TS-ION  |
| بوينغ 737-600          | الجم           | درجة اقتصادية 126 مقعد                                    | 8 مايو 2000    | TS-IOP  |
| بوينغ 737-600          | بنزرت          | درجة اقتصادية 126 مقعد                                    | 25 مايو 2000   | TS-IOQ  |
| بوينغ 737-600          | الطاهر الحداد  | درجة اقتصادية 126 مقعد                                    | 13 أبريل 2001  | TS-IOR  |
| إيرباص إيه 319-114     | القنطاوي       | درجة اقتصادية 144 مقعد                                    | 21 أغسطس 1998  | TS-IMJ  |
| إيرباص إيه 319-114     | قرقنة          | درجة اقتصادية 144 مقعد                                    | 16 سبتمبر 1998 | TS-IMK  |
| إيرباص إيه 319-ER      | حنبعل          | درجة اقتصادية 144 مقعد                                    | 18 أبريل 2001  | TS-IMO  |
| إيرباص إيه 319-ER      | عليسا          | درجة الأعمال 16 مقعد/درجة اقتصادية 90 مقعد                | 23 أبريل 2007  | TS-IMQ  |
| إيرباص إيه 320-211     | 14 جانفي       | درجة الأعمال 25 مقعد/درجة اقتصادية 120 مقعد               | 6 نوفمبر 1990  | TS-IMC  |
| إيرباص إيه 320-211     | خير الدين      | درجة الأعمال 25 مقعد/درجة اقتصادية 120 مقعد               | 4 يوليو 1991   | TS-IMD  |
| إيرباص إيه 320-211     | طبرقة          | درجة الأعمال 25 مقعد/درجة اقتصادية 120 مقعد               | 8 يوليو 1992   | TS-IME  |
| إيرباص إيه 320-211     | جربة           | درجة اقتصادية 174 مقعد                                    | 2 ديسمبر 1992  | TS-IMF  |
| إيرباص إيه 320-211     | أبو القاسم     | درجة اقتصادية 174 مقعد                                    | 30 مارس 1994   | TS-IMG  |
| إيرباص إيه 320-211     | علي بلهوان     | درجة اقتصادية 174 مقعد                                    | 18 أبريل 1994  | TS-IMH  |
| إيرباص إيه 320-211     | يوغرطة         | درجة اقتصادية 174 مقعد                                    | 24 مارس 1995   | TS-IMI  |
| إيرباص إيه 320-211     | قفصة القصر     | درجة الأعمال 25 مقعد/درجة اقتصادية 120 مقعد               | 3 مارس 1999    | TS-IML  |
| إيرباص إيه 320-211     | باردو          | درجة اقتصادية 174 مقعد                                    | 26 مارس 1999   | TS-IMM  |
| إيرباص إيه 320-211     | بن خلدون       | درجة اقتصادية 174 مقعد                                    | 30 مارس 2000   | TS-IMN  |
| إيرباص إيه 320-211     | جالطة          | درجة الأعمال 25 مقعد/درجة اقتصادية 120 مقعد               | 3 يونيو 2002   | TS-IMP  |
| إيرباص إيه 320-234     | الحبيب بورقيبة | درجة الأعمال 32 مقعد/درجة اقتصادية 114 مقعد               | 25 يونيو 2010  | TS-IMR  |
| إيرباص إيه 320-214     | دقة            | درجة الأعمال 32 مقعد/درجة اقتصادية 114 مقعد               | 6 مايو 2011    | TS-IMS  |
| إيرباص إيه 320-214     | عزيزة عثمانة   | درجة الأعمال 32 مقعد/درجة اقتصادية 114 مقعد               | 16 يوليو 2012  | TS-IMT  |
| إيرباص إيه 320-214     | سوسة           | درجة الأعمال 32 مقعد/درجة اقتصادية 114 مقعد               | 12 فبراير 2013 | TS-IMU  |
| إيرباص إيه 320-214     | بن الجزار      | درجة الأعمال 32 مقعد/درجة اقتصادية 114 مقعد               | 30 أبريل 2013  | TS-IMV  |
| إيرباص إيه 320-214     | فرحات حشاد     | درجة الأعمال 32 مقعد/درجة اقتصادية 114 مقعد               | 28 نوفمبر 2014 | TS-IMW  |
| إيرباص إيه 320-251 نيو | قرطاج          | درجة الأعمال 12 مقعد/درجة اقتصادية 138 مقعد               | 23 ديسمبر 2021 | TS-IMX  |
| إيرباص إيه 320-251 نيو | سبيطلة         | درجة الأعمال 12 مقعد/درجة اقتصادية 138 مقعد               | 10 فبراير 2022 | TS-IMY  |
| إيرباص إيه 320-251 نيو | الجمهورية      | درجة الأعمال 12 مقعد/درجة اقتصادية 138 مقعد               | 28 أكتوبر 2022 | TS-IMZ  |
| إيرباص إيه 320-251 نيو |                | درجة الأعمال 12 مقعد/درجة اقتصادية 138 مقعد               | 4 ديسمبر 2022  | TS-IMA  |
| إيرباص إيه 330-200     | تونس العاصمة   | درجة الأعمال 24 مقعد/درجة اقتصادية 236 مقعد               | 9 يونيو 2015   | TS-IFM  |
| إيرباص إيه 330-200     | سيدي بوسعيد    | درجة الأعمال 22 مقعد/درجة اقتصادية 236 مقعد (طويلة المدى) | 24 أغسطس 2015  | TS-IFN  |

في 24 فبراير 2015، أعلنت الرئيسة المديرة العامة للشركة سلوى الصغير تأكيد شراء 7 طائرات جديدة سيتم تسلمها بين 2015 و2017، بينهم طائرتي إيرباص إيه 330 في مايو ويونيو 2015، وطائرتي إيرباص إيه 320 في 2016، طائرة إيه 330 وطائرتي إيه 320 في 2017. أعلنت أيضا بيع 10 طائرات أخرى، منهم 8 قديمة وطائرتين رئاسيتين، كانتا على ملك الرئيس زين العابدين بن علي قبل الثورة التونسية.
| نوع الطائرة        | اسم الطائرة  | المقاعد                                     | تاريخ التسليم                   | تاريخ السحب    | الحالة                      | الترقيم |
| ------------------ | ------------ | ------------------------------------------- | ------------------------------- | -------------- | --------------------------- | ------- |
| بوينغ 737-500      | صفاقس        | درجة اقتصادية 126 مقعد                      | 10 أبريل 1992                   | 31 ديسمبر 2012 | على الأرض في إنتظار المشتري | TS-IOG  |
| بوينغ 737-500      | الحمامات     | درجة اقتصادية 126 مقعد                      | 21 مايو 1993                    | 31 ديسمبر 2012 | على الأرض في إنتظار المشتري | TS-IOH  |
| بوينغ 737-500      | المهدية      | درجة اقتصادية 126 مقعد                      | 1 مارس 1994                     | 5 يناير 2014   | على الأرض في إنتظار المشتري | TS-IOI  |
| بوينغ 737-500      | المنستير     | درجة اقتصادية 126 مقعد                      | 9 مارس 1995                     | 5 يناير 2014   | على الأرض في إنتظار المشتري | TS-IOJ  |
| إيرباص إيه 320-211 | فرحات حشاد   | درجة الأعمال 25 مقعد/درجة اقتصادية 120 مقعد | 17 أكتوبر 1990                  | 6 فبراير 2013  | متعرضة لحادث                | TS-IMB  |
| إيرباص إيه 300-600 | سيدي بوسعيد  | درجة الأعمال 28 مقعد/درجة اقتصادية 235 مقعد | 1 مارس 2000 (11 يونيو 1990)     | 31 يناير 2014  | على الأرض في إنتظار المشتري | TS-IPA  |
| إيرباص إيه 300-600 | تونس العاصمة | درجة الأعمال 28 مقعد/درجة اقتصادية 235 مقعد | 17 فبراير 2000 (25 سبتمبر 1990) | 31 يناير 2014  | على الأرض في إنتظار المشتري | TS-IPB  |
| إيرباص إيه 300-600 | أميلكار      | درجة الأعمال 28 مقعد/درجة اقتصادية 235 مقعد | 30 مارس 2001 (16 مايو 1989)     | 31 يناير 2014  | على الأرض في إنتظار المشتري | TS-IPC  |

## الوجهات
تقدم الخطوط التونسية خدماتها إلى أكثر من 100 وجهة حول العالم في كل من قارة آسيا وأفريقيا وأوروبا.

## شعار الشركة
كان يتمثل شعار الخطوط الجوية التونسية في حرفي t (وهو اختصار Tunis، أي تونس العاصمة) وa (وهو اختصار Air، أي هواء)، مع وجود غزالة داخل حرف a. غُيّر الشعار عام 1990 (لما غُيّر اسمها من الخطوط الجوية التونسية إلى الخطوط التونسية) مع إبقاء شكل الغزالة.

الشعار القديم للخطوط الجوية التونسية، وهو عبارة عن حرفي t وa اللاتينيين (وهما أول حرفين من Tunis Air) مع غزالة وسط حرف a
الشعار الحالي للخطوط التونسية